# The Crusher
The Crusher treći je studijski album Amon Amartha, švedskog sastava melodičnog death metala. Diskografska kuća Metal Blade Records objavila ga je 8. svibnja 2001. Godine 2009. objavljeno je novo izdanje albuma s pjesmama snimljenim uživo u Bochumu u Njemačkoj.

## Popis pjesama
Tekstovi: Johan Hegg, glazba: Olavi Mikkonen, osim gdje je navedeno drugačije.
| 1.    | »Bastards of a Lying Breed«    |                                                        | 5:34 |
| 2.    | »Masters of War«               | Mikkonen, Fredrik Andersson                            | 4:34 |
| 3.    | »The Sound of Eight Hooves«    |                                                        | 4:50 |
| 4.    | »Risen from the Sea (2000)«    | Mikkonen, Ted Lundström, Niko Kaukinen, Anders Hansson | 4:27 |
| 5.    | »As Long as the Raven Flies«   |                                                        | 4:03 |
| 6.    | »A Fury Divine«                |                                                        | 6:35 |
| 7.    | »Annihilation of Hammerfest«   | Mikkonen, Johan Söderberg                              | 5:03 |
| 8.    | »The Fall Through Ginnungagap« |                                                        | 5:21 |
| 9.    | »Releasing Surtur's Fire«      |                                                        | 5:25 |
| 45:52 |                                |                                                        |      |

| Dodatne pjesme na izdanju iz 2009. godine. | Dodatne pjesme na izdanju iz 2009. godine. | Dodatne pjesme na izdanju iz 2009. godine. | Dodatne pjesme na izdanju iz 2009. godine. | Dodatne pjesme na izdanju iz 2009. godine. | Dodatne pjesme na izdanju iz 2009. godine. | Dodatne pjesme na izdanju iz 2009. godine. | Dodatne pjesme na izdanju iz 2009. godine. | Dodatne pjesme na izdanju iz 2009. godine. | Dodatne pjesme na izdanju iz 2009. godine. |
| Br.                                        | Skladba                                    | Trajanje                                   |                                            |                                            |                                            |                                            |                                            |                                            |                                            |
| ------------------------------------------ | ------------------------------------------ | ------------------------------------------ | ------------------------------------------ | ------------------------------------------ | ------------------------------------------ | ------------------------------------------ | ------------------------------------------ | ------------------------------------------ | ------------------------------------------ |
| 1.                                         | »Bastards of a Lying Breed« (uživo)        | 5:41                                       |                                            |                                            |                                            |                                            |                                            |                                            |                                            |
| 2.                                         | »Masters of War« (uživo)                   | 5:10                                       |                                            |                                            |                                            |                                            |                                            |                                            |                                            |
| 3.                                         | »The Sound of Eight Hooves« (uživo)        | 5:02                                       |                                            |                                            |                                            |                                            |                                            |                                            |                                            |
| 4.                                         | »Risen from the Sea (2000)« (uživo)        | 4:24                                       |                                            |                                            |                                            |                                            |                                            |                                            |                                            |
| 5.                                         | »As Long as the Raven Flies« (uživo)       | 3:36                                       |                                            |                                            |                                            |                                            |                                            |                                            |                                            |
| 6.                                         | »A Fury Divine« (uživo)                    | 6:09                                       |                                            |                                            |                                            |                                            |                                            |                                            |                                            |
| 7.                                         | »Annihilation of Hammerfest« (uživo)       | 5:14                                       |                                            |                                            |                                            |                                            |                                            |                                            |                                            |
| 8.                                         | »The Fall Through Ginnungagap« (uživo)     | 5:40                                       |                                            |                                            |                                            |                                            |                                            |                                            |                                            |
| 9.                                         | »Releasing Surtur's Fire« (uživo)          | 5:17                                       |                                            |                                            |                                            |                                            |                                            |                                            |                                            |
| 46:13                                      |                                            |                                            |                                            |                                            |                                            |                                            |                                            |                                            |                                            |

## Zasluge
Amon Amarth
- Johan Hegg – vokali
- Ted Lundström – bas-gitara
- Johan Söderberg – gitara
- Olavi Mikkonen – gitara
- Fredrik Andersson – bubnjevi

Ostalo osoblje
- Lars Szöke – inženjer zvuka
- Thomas Ewerhard – naslovnica, grafički dizajn
- Peter in de Betou – mastering
- Peter Tägtgren – miks
- Tom Thiel – naslovnica